# فیلا (الیگودرز)
فیلا یک روستا در ایران است که در دهستان ذلقی غربی شهرستان الیگودرز واقع شده‌است. فیلا ۳۰ نفر جمعیت دارد.